# 元号を改める政令 (平成三十一年政令第百四十三号)
元号を改める政令（げんごうをあらためるせいれい）は、2019年（平成31年）4月1日に公布された、元号法第一項に基づき制定された日本の政令である。法令番号は平成31年政令第143号。

## 概要
「天皇の退位等に関する皇室典範特例法（平成29年法律第63号）」に基づき、第125代天皇・明仁が2019年（平成31年）4月30日を以って退位し翌5月1日に皇太子徳仁親王が即位することに伴い（明仁から徳仁への皇位継承）、元号をそれまでの「平成」から「令和」に改めることを定めた政令である。
政令は4月1日に天皇明仁によって公布され、徳仁親王が即位した5月1日より施行された。元号「令和」については、4月1日に政令が公布された後、菅義偉内閣官房長官（当時）が記者会見を行い公表された。
一世一元の制となった明治（1868年）以降初めて、天皇の譲位に伴い改元が行われると共に、皇位継承前に新元号が事前公表された。